# Kakkmaddafakka
Kakkmaddafakka est un groupe norvégien de rock, originaire de Bergen. Il a des influences rock, pop, funk, disco, rap et jazz. Sur scène, le groupe peut réunir jusqu'à douze membres.

## Histoire

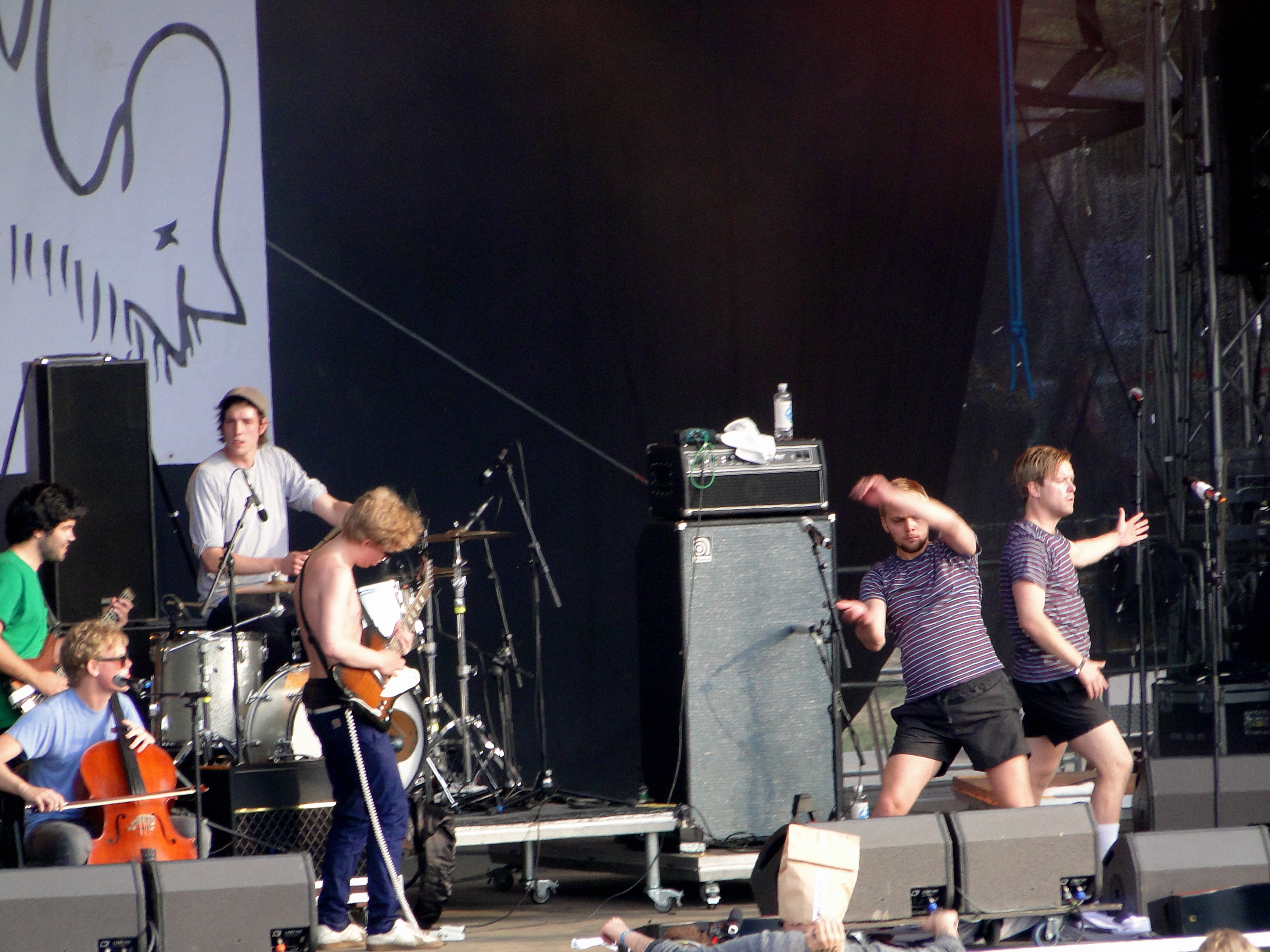
Kakkmaddafakka en concert au Dockville Festival, Allemagne, en 2011.

Kakkmaddafakka (retranscription néologique de Cock mother fucker) est constitué des frères Axel et Pål Vindenes, et de leurs amis de lycée Jonas Nielsen et Stian Sævig, tous musiciens de formation classique. Formé pour un concert unique au centre de jeunesse local Ungdomshuset 1880, le groupe reçoit un bon accueil du public et enchaîne d'autres concerts en Norvège. En 2006, le groupe enregistre son premier EP Already Your Favourite, produit par Matias Tellez et contenant le titre OOO. Le 24 septembre 2007, Kakkmaddafakka sort son premier LP Down to Earth. L'album atteint la 20e place dans le classement de ventes d'albums norvégien VG et contribue à la notoriété du groupe malgré des critiques plutôt négatives.
Kakkmaddafakka fait partie de ces nombreux groupes à succès originaires de Bergen depuis la fin des années 1990 - début 2000 et que la presse norvégienne appelle la « nouvelle vague de Bergen ». Le groupe Kings of Convenience ou le musicien et producteur Erlend Øye sont aussi originaires de Bergen.
Kakkmaddafakka a joué dans de nombreux festivals parmi lesquels Iceland Airwaves, Montreux Jazz Festival, NXNE, CMJ Music Marathon, Eurosonic Festival, by:Larm, Hove Melt! Festival en Allemagne et les Rencontres trans musicales.
En 2008, Kakkmaddafakka est nommé aux MTV Europe Music Awards dans la catégorie « meilleur groupe norvégien » aux côtés de Madcon, Ida Maria, Karpe Diem et Erik og Kriss qui reçoit le prix.
Le 25 février 2011, Kakkmaddafakka sort son deuxième album Hest, produit par Erlend Øye sur le label Bubbles. Le premier single extrait de l'album s'intitule Restless. En 2017, après 12 ans dans le groupe, Pål Vindenes commence un projet solo parallèle sous le nom de Pish. En mars 2019, Kakkmaddafakka sort son sixième album Diplomacy, moins indé que les précédents et plus orienté vers l'arena rock. L'album comprend notamment les singles Naked Blue et Runaway Girl. En avril 2020, le groupe sort l'EP Ontas? Un clip est réalisé pour le morceau Baby de l'EP.

## Membres

### Membres actuels
- Axel Vindenes - guitare, chant
- Stian Sævig - basse, chant
- Pål Vindenes - violoncelle, chant
- Jonas Nielsen - piano, chant
- Kristoffer Van Der Pas - batterie

### Musiciens additionnels
- Martin Sande - chœurs
- Sverre Sande - chœurs
- Lars Helmik Raaheim-Olsen - chœurs